# Hägnens naturreservat
Hägnen är ett naturreservat i Femsjö socken i Hylte kommun i Småland (Hallands län).
Reservatet är skyddat sedan 2010 och omfattar 3,6 hektar på en udde i sjön Södra Färgen. Hägnen ligger 1 km nordost om Femsjö kyrka. Det är ett välkänt område för de som är intresserade av mykologi. Elias Fries, ibland kallad mykologins fader, var verksam här i början av 1800-talet. Redan då noterade han att Hägnen var rik på olika svampar. Utöver det består området av gammal bokskog och blandskog av tall, björk, bok och ek.

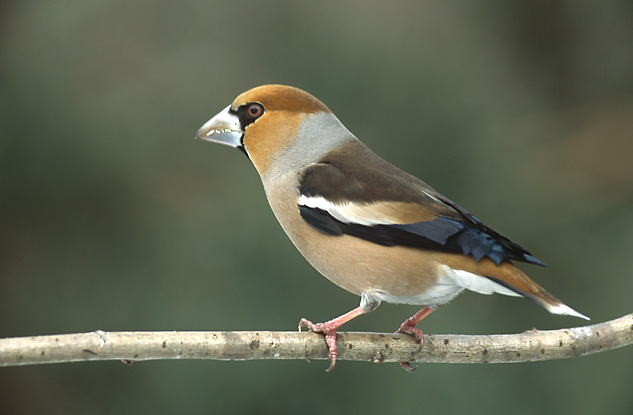
Stenknäck

Många av de svamparter som Fries hittade växer inte längre i området. Man har dock funnit ekskinn och rutskinn. Det finns även en del ovanliga arter av lavar såsom lunglav, ädellav och bokvårtlav. Bland fågelarterna kan stenknäcken nämnas.